# مارک ناوارو
مارک ناوارو (اسپانیایی: Marc Navarro‎؛ زادهٔ ۲ ژوئیهٔ ۱۹۹۵) بازیکن فوتبال اهل اسپانیا است که در حال حاضر برای اسپانیول در پست مدافع بازی می‌کند.